# La Font Vella (la Figuera)
La Font Vella és una obra de la Figuera (Priorat) protegida com a Bé Cultural d'Interès Local.

## Descripció
Espai condicionat amb un mur que suporta un talús i sobre el que hi ha dues voltes bastides amb maó, de dimensions i punt desiguals. La de l'esquerra és tapada per un mur de maçoneria del que, per un costat, sobresurt una canal de pedra, on brolla l'aigua. La de la dreta també resta tapada per un mur de carreus sobre el que hi ha dues bases d'aixeta, originàriament treballades i actualment molt malmeses. La base de les voltes tenen un petit muret de pedra, constituint una mena de pica. A la dreta del conjunt hi ha un pedrís. L'element es troba inservible i en molt mal estat. A l'altra banda del camí hi ha uns rentadors i un abeurador de construcció moderna.

## Història
Construïda en una data incerta, la font fou recondicionada el 1927, tal com consta en un punt de la paret, i deixada d'utilitzar regularment en el moment d'instal·lar-se al poble el servei públic d'aigua a domicili.